# Шафт (фильм, 2019)
«Шафт» (англ. Shaft) — криминальный комедийный боевик режиссёра Тима Стори по сценарию Кеньи Берриса и Алека Барноу. Продолжение фильма «Шафт». Премьера в США состоялась 14 июня 2019 года.

## Сюжет
Джон Шафт — молодой специалист по кибербезопасности, работающий в ФБР. Он всегда полагается на логику и четкий анализ ситуации и не привык прибегать к грубой силе. Однако убийство лучшего друга оказывается крайне запутанным делом. Методы Джона ни к чему не приводят, и он заходит в тупик. В этот сложный момент он решает обратиться к старшему поколению Шафтов. Его отец всегда считал себя лучшим агентом в истории, а дедуля не раз распутывал самые сложные дела. Каждый из них полагается на свои приемы расследования. Теперь им предстоит работать вместе, и возможно именно старые методы помогут им выйти на убийцу.

## В ролях
| Актёр             | Роль                      |
| ----------------- | ------------------------- |
| Сэмюэл Л. Джексон | Джон Шафт                 |
| Джесси Ашер       | Джон Шафт-мл. / Джей Джей |
| Александра Шипп   | Саша Ариас                |
| Реджина Холл      | Майя Бабаникос            |
| Method Man        | Фредди Пи                 |
| Ричард Раундтри   | Джон Шафт-ст.             |
| Эван Джогиа       | Карим Хассан              |
| Мэтт Лауриа       | майор Гэрии Кетворт       |
| Робби Джонс       | сержант Кит Уильямс       |
| Титус Уэлливер    | специальный агент Виетти  |

## Создание
18 февраля 2015 года было объявлено, что New Line Cinema приобрела права на франшизу «Шафт» и разрабатывает перезагрузку вместе с продюсером Джоном Дэвисом из Davis Entertainment. 28 июля 2015 года было сообщено, что Кенья Беррис и Алекс Барноу напишут сценарий для фильма-перезапуска, который также будет продюсировать Айра Наполиелло. 20 января 2017 года студия наняла Тима Стори снять фильм. 18 августа 2017 года Джесси Ашер получил главную роль, сына детектива Шафта из фильма 2000 года, Сэмюэл Л. Джексон и Ричард Раундтри также снимутся в фильме.

## Выпуск и приём
При бюджете в $35 млн фильм собрал в прокате $21 млн. На сайте Rotten Tomatoes рейтинг «свежести» фильма составляет 34 % на основе 131 отзыва.